# Stångtjärnen (Leksands socken, Dalarna)
Stångtjärnen är en sjö i Leksands kommun i Dalarna och ingår i Dalälvens huvudavrinningsområde. Sjöns area är 0,032 kvadratkilometer och den befinner sig 296 meter över havet.